# 시키지키역
시키지키역(일본어: 式敷駅)은 일본 히로시마현 아키타카타시에 위치한 서일본 여객철도 산코 선의 철도역이다. 섬식 승강장 1면 2선의 구조를 갖춘 지상역이었다.

## 타는 곳
| 역사 측 (1) | ■ 산코 선 | 하행 | 미요시 방면        |
| 반대 측 (2) | ■ 산코 선 | 상행 | 구치바 · 고쓰 방면 |

## 역 주변
- 국도 제375호선 · 국도 제433호선
- 고노 강

## 역사
- 1955년 3월 31일 : 일본국유철도 산코미나미 선의 개업 당초의 종착역으로서 설치.
- 1963년 6월 30일 : 산코미나미 선이 이 역부터 구치바역까지 연장. 도중역으로 전환.
- 1975년 8월 31일 : 이 역을 포함한 고쓰 - 미요시 간이 전체개통했기 때문에 산코미나미 선이 산코 선의 일부가 되어, 이 역도 그 소속으로 함.
- 1987년 4월 1일 : 일본국유철도 분할 민영화에 의해, 서일본 여객철도가 승계.
- 2018년 4월 1일 : 산코 선의 폐선에 따라 역의 영업 업무 종료.

## 인접 역
| 서일본 여객철도 산코 선 | 서일본 여객철도 산코 선 | 서일본 여객철도 산코 선 |
| ----------------------- | ----------------------- | ----------------------- |
| 고요도 고쓰 방면        | ■ 산코 선               | 노부키 미요시 방면      |